# بت موبیل
بت موبیل (به انگلیسی: Batmobile) یک وسیله نقلیه تخیلی در سری داستان‌های ابرقهرمانی به نام بتمن می‌باشد که توسط انتشارات دی سی کامیکس منتشر شده‌است.